# Émile Aldy
Émile Aldy, né le 17 juillet 1853 à Millau (Aveyron) et mort le 25 avril 1921 à Narbonne (Aude), est un homme politique français.

## Biographie
Avocat à Millau, il entre ensuite dans la magistrature. Substitut à Limoux, puis à Narbonne en 1880, il est procureur de 1883 à 1887. Il démissionne alors et devient avocat à Narbonne.
Conseiller municipal de 1888 à 1889, il est adjoint en 1891 et maire de Narbonne de 1892 à 1894, avant de redevenir adjoint. Conseiller général, il est député de l'Aude de 1902 à 1919, inscrit au groupe socialiste. Il est président de la commission de la législation civile et criminelle de 1917 à 1919.

## Sources
- Ressources relatives à la vie publique :   - Maitron
  - Base Sycomore

- « Émile Aldy », dans le Dictionnaire des parlementaires français (1889-1940), sous la direction de Jean Jolly, PUF, 1960 [détail de l’édition]